# 刘钦顺
刘钦顺（1484年—？），字體乾，號毅庵，湖广荆州府石首县人，官籍。明朝政治人物。進士出身。

## 生平
治《書經》，行二，由國子生中式丁卯科（1507年）湖廣鄉試第二十四名舉人，年四十歲中式嘉靖二年（1523年）癸未科會試第二百二十九名，第三甲第二十名進士。初授舒城县知县，曾接替方钝任南直隶华亭县知县一职，1540年由朱执中接任。後起补江阴县知县，百姓立有去思碑。擢升户部主事，历任员外郎，出为按察司佥事、布政司参议，致仕归。孝事继母，友爱兄弟，赈族恤貧，人服阴德。

## 家族
曾祖刘东耕，封刑部主事。祖刘熙劭，刑部主事。父刘增哲。母魏氏；继母张氏。具庆下。兄欽承、弟欽恩（嘉靖元年举人、贡士）、钦蒙、钦受、钦善、钦忠、欽止、欽傅。